# Michael Francis Phelan

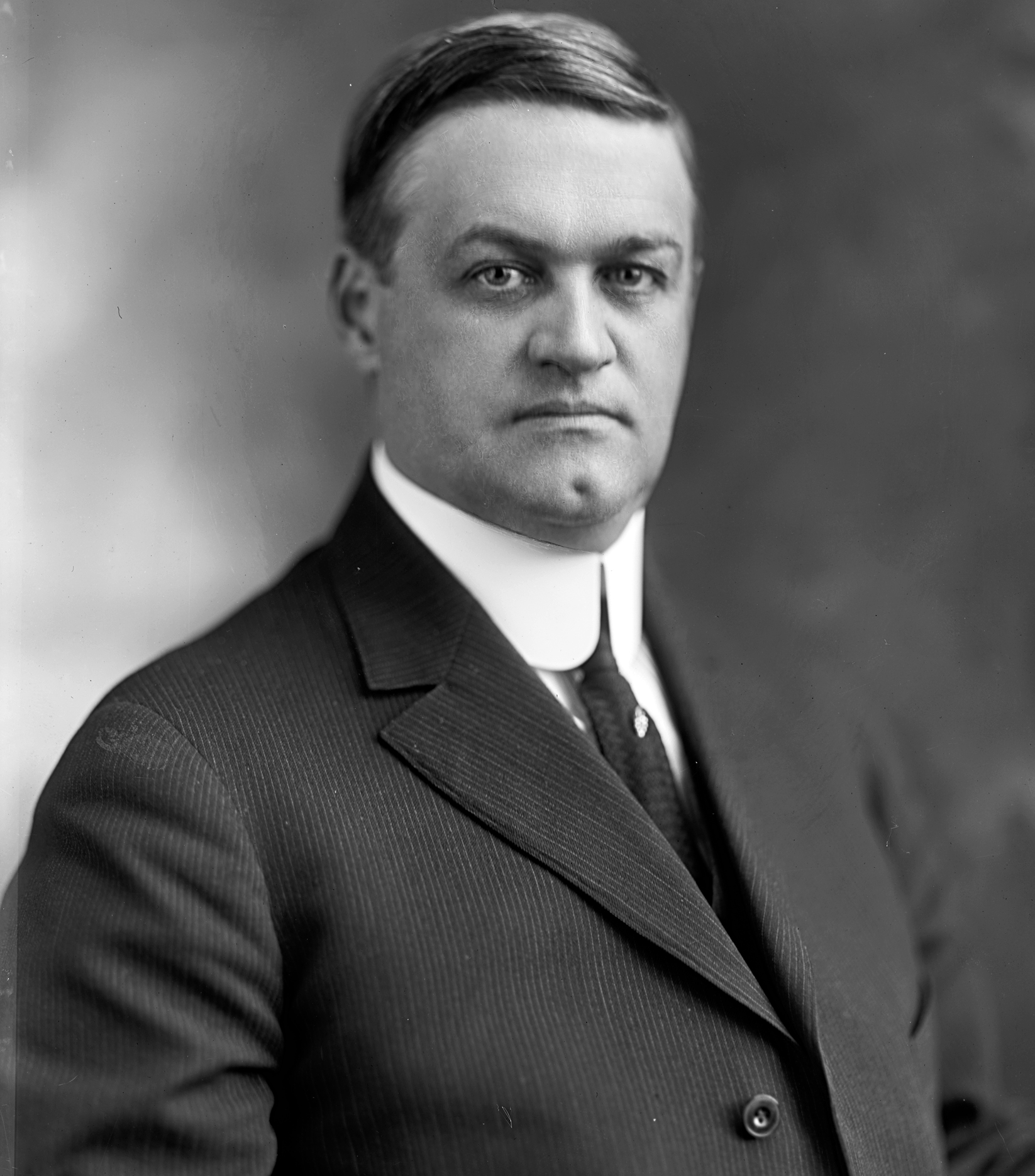
Michael Francis Phelan

Michael Francis Phelan (* 22. Oktober 1875 in Lynn, Massachusetts; † 12. Oktober 1941 in Boston, Massachusetts) war ein US-amerikanischer Politiker. Zwischen 1913 und 1921 vertrat er den Bundesstaat Massachusetts im US-Repräsentantenhaus.

## Werdegang
Michael Phelan besuchte die öffentlichen Schulen seiner Heimat einschließlich der Lynn Classical High School. Danach studierte er bis 1897 an der Harvard University. Nach einem anschließenden Jurastudium an derselben Universität und seiner im Jahr 1900 erfolgten Zulassung als Rechtsanwalt begann er in Lynn in diesem Beruf zu arbeiten. Gleichzeitig schlug er als Mitglied der Demokratischen Partei eine politische Laufbahn ein. Von 1905 bis 1906 war er Abgeordneter im Repräsentantenhaus von Massachusetts.
Bei den Kongresswahlen des Jahres 1912 wurde Phelan im siebten Wahlbezirk von Massachusetts in das US-Repräsentantenhaus in Washington, D.C. gewählt, wo er am 4. März 1913 die Nachfolge von Ernest W. Roberts antrat. Nach drei Wiederwahlen konnte er bis zum 3. März 1921 vier Legislaturperioden im Kongress absolvieren. Zwischen 1917 und 1919 leitete er den Ausschuss für Bank- und Währungsangelegenheiten. In seine Zeit als Kongressabgeordneter fiel unter anderem der Erste Weltkrieg. 1920 wurde er nicht wiedergewählt.
Nach dem Ende seiner Zeit im US-Repräsentantenhaus praktizierte Michael Phelan in Lynn, Boston und Washington als Rechtsanwalt. 1937 wurde er Mitglied der Merrimac Valley Sewage Commission. Im selben Jahr wurde er auch in den Ausschuss für Arbeitsangelegenheiten (Massachusetts Labor Relations Board) berufen, dem er bis zu seinem Tod am 12. Oktober 1941 angehörte.